# Ефрем (Ефремов)
Епископ Ефрем (в миру Михаил Иванович Ефремов; 27 сентября 1889, Казань — 14 ноября 1941) — епископ Русской православной церкви, епископ Курский и Обоянский.

## Биография
Первоначальное образование получил в Казанских низшей и средней духовных школах.
Окончил Казанское духовное училище и Казанскую духовную семинарию (1912).
1 ноября 1914 году пострижен в монашество ректором академии епископом Анатолием (Грисюком), а 8 ноября — рукоположён во иеродиакона. 8 ноября 1915 года рукоположён во иеромонаха.
В 1916 году окончил Казанскую духовную академию со степенью кандидата богословия.
С 21 сентября 1916 года — помощник инспектора Казанской духовной семинарии. На этой должности пробыл до закрытия академии в 1921 году.
В 1922 году был арестован. Приговорён к высылке в Зырянский край. В ссылке был вместе с Афанасием (Сахаровым).
В 1926 году был арестован. 28 марта 1927 года Особым Совещанием при Коллегии ОГПУ приговорён к 3 годам адм. ссылки в Коми АО. Ссылка окончилась 28 февраля 1929 года.
В 1929 году возведён в сан архимандрита.
25 марта/7 апреля 1932 года хиротонисан во епископа Яранского, викария Вятской епархии. Чин хиротонии совершали: митрополит Нижегородский Сергий (Страгородский), архиепископ Одесский Анатолий (Грисюк) и архиепископ Хутынский Алексий (Симанский).
1 января 1934 годы был арестован.
С 7 декабря 1936 года — епископ Саранский.
Арестован в начале 1937 года.
С 1 сентября 1937 года — епископ Курский и Обоянский.
13 октября 1937 года был арестован.
Скончался 14 ноября 1941 года от склероза сердца.